# Bevil Rudd
Bevil Gordon D’Urban Rudd (Kimberley, 1894. október 5. – Kimberley, 1948. február 2.) olimpiai bajnok dél-afrikai atléta.

## Pályafutása
Részt vett az 1920. évi nyári olimpiai játékokon, ahol három érmet szerzett. Megnyerte a 400 méteres síkfutást, tagja volt a 4 × 400 méteren ezüstérmet nyert dél-afrikai váltónak, valamint a 800 méteres versenyben harmadik lett. Később sportújságíróként dolgozott, 1930-tól a második világháború utánig a Daily Telegraph szerkesztője volt. Nem sokkal azután, hogy visszatért Dél-Afrikába, 53 évesen elhunyt ott.